# Sony DT 16-105mm f/3.5-5.6
Sony DT 16-105mm f/3.5-5.6 produkowany przez Sony obiektyw zmiennoogniskowy. Zaprezentowany został na targach PMA we wrześniu 2007 roku. Posiada on bagnet Minolta AF dzięki czemu współpracuje również z korpusami systemu Sony Alfa. Oznaczenie DT oznacza, że obiektyw ten zaprojektowany został do współpracy z matrycami APS-C. Przy powiększeniu 1,5x ekwiwalent długości ogniskowej wynosi 24–157,5mm.